# Província de Kushiro
Kushiro (釧路国, Kushiro no kuni) foi uma breve província do Japão em Hokkaidō.  Corresponde à atual subprefeitura de Kushiro e parte da subprefeitura de Abashiri.

## História
- 15 de agosto de 1869: Kushiro estabelecida com  7 distritos
- 1872: Censo aponta população de 1734 habitantes
- 1882: Províncias dissolvidas em Hokkaidō

## Distritos
- Shiranuka (白糠郡)
- Ashoro (足寄郡)
- Kushiro (釧路郡)
- Akan (阿寒郡)
- Abashiri (網尻郡)
- Kawakami (川上郡)
- Akkeshi (厚岸郡)